# Rallycross di Germania 2022
Il Rallycross di Germania 2022, ufficialmente denominato World RX of Germany, è stata l'edizione 2022 del rallycross di Germania. La manifestazione si è svolta il 12 e il 13 novembre sul circuito del Nürburgring a Nürburg ed era valida come undicesima e ultima prova del campionato del mondo rallycross 2022, nello specifico la decima e ultima per la classe regina RX1e, nonché come settima e ultima gara del campionato europeo rallycross 2022, valevole unicamente per la categoria RX3.
L'evento del World RX è stato vinto dallo svedese Johan Kristoffersson alla guida di una Volkswagen RX1e della squadra Kristoffersson Motorsport, il quale sopravanzò in finale il finlandese Niclas Grönholm, secondo classificato su PWR RX1e del Construction Equipment Dealer Team, e l'altro pilota svedese Timmy Hansen, terzo su una Peugeot 208 RX1e della scuderia Hansen World RX Team; per il pilota scandinavo, già laureatosi campione del mondo nella precedente gara in Catalogna, si trattò dell'ottavo successo stagionale su dieci gare disputate nonché della trentacinquesima vittoria in assoluto nella massima categoria; la scuderia Kristoffersson Motorsport, diretta dal padre di Johan, Tommy, conquistò invece il titolo mondiale a squadre, il primo nella storia del team.
Nell'evento dell'Euro RX si gareggiava invece unicamente nella classe cadetta RX3, nella quale primeggiò il belga Kobe Pauwels su Audi A1, alla quarta vittoria stagionale e già vincitore del titolo continentale di categoria nella gara disputata in Portogallo a settembre.

## Risultati World RX

### Classifica finale
| 1 | 1  | Johan Kristoffersson | Volkswagen RX1e       | Kristoffersson Motorsport          | 1º | 1º | –  | 1º | –  | 1º       | 20 |
| 2 | 68 | Niclas Grönholm      | PWR RX1e              | Construction Equipment Dealer Team | 6º | –  | 2º | 3º | –  | 2º       | 16 |
| 3 | 21 | Timmy Hansen         | Peugeot 208 RX1e      | Hansen World RX Team               | 2º | –  | 1º | –  | 1º | 3º       | 13 |
| 4 | 52 | Ole Christian Veiby  | Volkswagen RX1e       | Kristoffersson Motorsport          | 4º | –  | 3º | –  | 2º | 4º       | 12 |
| 5 | 71 | Kevin Hansen         | Peugeot 208 RX1e      | Hansen World RX Team               | 3º | 3º | –  | 2º | –  | 5º (DSQ) | 11 |
| 6 | 12 | Klara Andersson      | PWR RX1e              | Construction Equipment Dealer Team | 5ª | 2ª | –  | –  | 3ª | nq       | 10 |
| 7 | 17 | Gustav Bergström     | Volkswagen RX1e       | Gustav Bergström                   | 7º | 4º | –  | –  | 4º | nq       | 9  |
| 8 | 92 | Anton Marklund       | SEAT Ibiza RX1e       | ALL-INKL.COM Münnich Motorsport    | 8º | –  | 4º | 4º | –  | nq       | 8  |
| 9 | 36 | Guerlain Chicherit   | Lancia Delta-Evo-e RX | Guerlain Chicherit                 | 9º | –  | 5º | –  | 5º | nq       | 7  |

Legenda:
Pos. = Posizione; Nº = Numero di gara; PR = Posizione nella Progression Race; SF = Posizione nella semifinale; DSQ = squalificato; nq = non qualificata/o.

### Super Pole
Unicamente per la categoria RX1e, al fine di decidere la griglia di partenza della prima batteria, venne introdotta la Super Pole ovvero un unico giro cronometrato effettuato con partenza da fermo e comprensivo di Joker Lap. In base al risultato i piloti potranno scegliere sia lo stallo di partenza sia a quale gara partecipare.
| 1 | 1  | Johan Kristoffersson | Volkswagen RX1e       | Kristoffersson Motorsport          | 37"003 | –       |
| 2 | 21 | Timmy Hansen         | Peugeot 208 RX1e      | Hansen World RX Team               | 37"819 | +0"816  |
| 3 | 71 | Kevin Hansen         | Peugeot 208 RX1e      | Hansen World RX Team               | 37"827 | +0"824  |
| 4 | 68 | Niclas Grönholm      | PWR RX1e              | Construction Equipment Dealer Team | 38"101 | +1"098  |
| 5 | 52 | Ole Christian Veiby  | Volkswagen RX1e       | Kristoffersson Motorsport          | 38"253 | +1"250  |
| 6 | 12 | Klara Andersson      | PWR RX1e              | Construction Equipment Dealer Team | 38"834 | +1"831  |
| 7 | 92 | Anton Marklund       | SEAT Ibiza RX1e       | ALL-INKL.COM Münnich Motorsport    | 48"797 | +11"974 |
| 8 | 36 | Guerlain Chicherit   | Lancia Delta-Evo-e RX | Guerlain Chicherit                 | 52"066 | +15"063 |
| 9 | 17 | Gustav Bergström     | Volkswagen RX1e       | Gustav Bergström                   | -      | -       |

Legenda:
Pos. = Posizione; Nº = Numero di gara.

### Batterie
Il risultato delle batterie (Heats) determinerà poi il Ranking finale, il quale risulterà poi decisivo nel caso in cui più concorrenti ottenessero uguali piazzamenti nelle fasi successive, ovvero le Progression Races e le semifinali.
| 1  | Johan Kristoffersson | Volkswagen RX1e       | Kristoffersson Motorsport          | 50 (1º)       | 40 (4º)       | 50 (1º)       | 140 | 1º |
| 21 | Timmy Hansen         | Peugeot 208 RX1e      | Hansen World RX Team               | 45 (2º)       | 42 (3º)       | 45 (2º)       | 132 | 2º |
| 71 | Kevin Hansen         | Peugeot 208 RX1e      | Hansen World RX Team               | 39 (5º)       | 50 (1º)       | 40 (4º)       | 129 | 3º |
| 52 | Ole Christian Veiby  | Volkswagen RX1e       | Kristoffersson Motorsport          | 42 (3º)       | 45 (2º)       | 34 (8º - DNF) | 121 | 4º |
| 12 | Klara Andersson      | PWR RX1e              | Construction Equipment Dealer Team | 37 (7ª)       | 39 (5ª)       | 42 (3ª)       | 118 | 5ª |
| 68 | Niclas Grönholm      | PWR RX1e              | Construction Equipment Dealer Team | 40 (4º)       | 34 (6º - DNF) | 39 (5º)       | 113 | 6º |
| 17 | Gustav Bergström     | Volkswagen RX1e       | Gustav Bergström                   | 38 (6º)       | 34 (7º - DNF) | 38 (6º)       | 110 | 7º |
| 92 | Anton Marklund       | SEAT Ibiza RX1e       | ALL-INKL.COM Münnich Motorsport    | 36 (8º)       | 25 (9º - DSQ) | 37 (7º)       | 98  | 8º |
| 36 | Guerlain Chicherit   | Lancia Delta-Evo-e RX | Guerlain Chicherit                 | 34 (9º - DNF) | 30 (8º - DNS) | 30 (9º - DNS) | 94  | 9º |

Legenda:
Nº = Numero di gara; B = Batteria; DNF = Non arrivato (Did not finish); DSQ = Squalificato (Disqualified); DNS = Non partito (Did not start).

### Progression races
Per ciascuna serie tutti i concorrenti parteciparanno alle progression races, il risultato delle quali sarà determinante per la qualificazione alle successive semifinali e/o per la scelta della posizione di partenza nelle stesse.
| Categoria RX1e - Progression Race 1 |    |                      |                       |                                    |            |          |          |   |  |
| Pos.                                | Nº | Pilota               | Auto                  | Squadra                            | Giri/Joker | Tempo    | Distacco |   |  |
| 1                                   | 1  | Johan Kristoffersson | Volkswagen RX1e       | Kristoffersson Motorsport          | 5/1        | 2'51"331 | –        | Q |  |
| 2                                   | 12 | Klara Andersson      | PWR RX1e              | Construction Equipment Dealer Team | 5/1        | 2'51"660 | +0"329   | Q |  |
| 3                                   | 71 | Kevin Hansen         | Peugeot 208 RX1e      | Hansen World RX Team               | 5/1        | 2'52"036 | +0"705   | Q |  |
| 4                                   | 17 | Gustav Bergström     | Volkswagen RX1e       | Gustav Bergström                   | 5/1        | 2'53"605 | +2"274   | Q |  |
|                                     |    |                      |                       |                                    |            |          |          |   |  |
| Categoria RX1e - Progression Race 2 |    |                      |                       |                                    |            |          |          |   |  |
| Pos.                                | Nº | Pilota               | Auto                  | Squadra                            | Giri/Joker | Tempo    | Distacco |   |  |
| 1                                   | 21 | Timmy Hansen         | Peugeot 208 RX1e      | Hansen World RX Team               | 5/1        | 2'49"102 | –        | Q |  |
| 2                                   | 68 | Niclas Grönholm      | PWR RX1e              | Construction Equipment Dealer Team | 5/1        | 2'50"853 | +1"751   | Q |  |
| 3                                   | 52 | Ole Christian Veiby  | Volkswagen RX1e       | Kristoffersson Motorsport          | 5/1        | 2'50"931 | +1"829   | Q |  |
| 4                                   | 92 | Anton Marklund       | SEAT Ibiza RX1e       | ALL-INKL.COM Münnich Motorsport    | 5/1        | 2'53"633 | +4"531   | Q |  |
| 5                                   | 36 | Guerlain Chicherit   | Lancia Delta-Evo-e RX | Guerlain Chicherit                 | 5/1        | 2'56"777 | +7"675   | Q |  |

Legenda:
Pos. = Posizione; Nº = Numero di gara.
| Q | Qualificata/o per le semifinali |

### Semifinali
I primi due classificati in ciascuna semifinale accederanno alla finale; l'ultimo posto disponibile verrà occupato dal "miglior terzo", ovvero chi aveva ottenuto il miglior piazzamento nel Ranking al termine delle batterie.
| Categoria RX1e - Semifinale 1 |    |                      |                       |                                    |            |          |          |   |
| Pos.                          | Nº | Pilota               | Auto                  | Squadra                            | Giri/Joker | Tempo    | Distacco |   |
| 1                             | 1  | Johan Kristoffersson | Volkswagen RX1e       | Kristoffersson Motorsport          | 5/1        | 2'48"785 | –        | Q |
| 2                             | 71 | Kevin Hansen         | Peugeot 208 RX1e      | Hansen World RX Team               | 5/1        | 2'50"833 | +2"048   | Q |
| 3                             | 68 | Niclas Grönholm      | PWR RX1e              | Construction Equipment Dealer Team | 5/1        | 2'52"616 | +3"831   |   |
| 4                             | 92 | Anton Marklund       | SEAT Ibiza RX1e       | ALL-INKL.COM Münnich Motorsport    | 5/1        | 2'57"300 | +8"515   |   |
|                               |    |                      |                       |                                    |            |          |          |   |
| Categoria RX1e - Semifinale 2 |    |                      |                       |                                    |            |          |          |   |
| Pos.                          | Nº | Pilota               | Auto                  | Squadra                            | Giri/Joker | Tempo    | Distacco |   |
| 1                             | 21 | Timmy Hansen         | Peugeot 208 RX1e      | Hansen World RX Team               | 5/1        | 2'49"706 | –        | Q |
| 2                             | 52 | Ole Christian Veiby  | Volkswagen RX1e       | Kristoffersson Motorsport          | 5/1        | 2'52"459 | +2"753   | Q |
| 3                             | 12 | Klara Andersson      | PWR RX1e              | Construction Equipment Dealer Team | 5/1        | 2'53"640 | +3"934   | Q |
| 4                             | 17 | Gustav Bergström     | Volkswagen RX1e       | Gustav Bergström                   | 5/1        | 2'55"467 | +5"761   |   |
| 5                             | 36 | Guerlain Chicherit   | Lancia Delta-Evo-e RX | Guerlain Chicherit                 | 3/1        | 1'42"582 | +2 giri  |   |

Legenda:
Pos. = Posizione; Nº = Numero di gara.
| Q | Qualificata/o per la finale |

### Finale
| Categoria RX1e | Categoria RX1e | Categoria RX1e       | Categoria RX1e   | Categoria RX1e                     | Categoria RX1e | Categoria RX1e | Categoria RX1e | Categoria RX1e |
| Pos.           | Nº             | Pilota               | Auto             | Squadra                            | Giri/Joker     | Tempo          | Distacco       |                |
| -------------- | -------------- | -------------------- | ---------------- | ---------------------------------- | -------------- | -------------- | -------------- | -------------- |
| 1              | 1              | Johan Kristoffersson | Volkswagen RX1e  | Kristoffersson Motorsport          | 5/1            | 2'46"942       | –              |                |
| 2              | 68             | Niclas Grönholm      | PWR RX1e         | Construction Equipment Dealer Team | 5/1            | 2'49"217       | +2"275         |                |
| 3              | 21             | Timmy Hansen         | Peugeot 208 RX1e | Hansen World RX Team               | 5/1            | 2'49"794       | +2"852         |                |
| 4              | 52             | Ole Christian Veiby  | Volkswagen RX1e  | Kristoffersson Motorsport          | 5/1            | 2'51"651       | +4"709         |                |
| DSQ            | 71             | Kevin Hansen         | Peugeot 208 RX1e | Hansen World RX Team               | 5/1            | 2'48"611       | -              |                |

- Miglior tempo di reazione: 0"394 ( Ole Christian Veiby);
- Giro più veloce: 31"942 ( Johan Kristoffersson);
- Miglior giro Joker: 35"284 ( Johan Kristoffersson).

Legenda:
Pos. = Posizione; Nº = Numero di gara; DSQ = Squalificato (Disqualified).

## Risultati Euro RX

### Classifica finale
| Categoria RX3 | Categoria RX3 | Categoria RX3           | Categoria RX3 | Categoria RX3           | Categoria RX3   | Categoria RX3     | Categoria RX3     | Categoria RX3     | Categoria RX3 | Categoria RX3 | Categoria RX3 | Categoria RX3 |
| Pos.          | Nº            | Pilota                  | Auto          | Squadra                 | Batterie (Pos.) | Progression Races | Progression Races | Progression Races | Semifinali    | Semifinali    | Finale        | Punti         |
| Pos.          | Nº            | Pilota                  | Auto          | Squadra                 | Batterie (Pos.) | PR1               | PR2               | PR3               | SF1           | SF2           | Finale        | Punti         |
| ------------- | ------------- | ----------------------- | ------------- | ----------------------- | --------------- | ----------------- | ----------------- | ----------------- | ------------- | ------------- | ------------- | ------------- |
| 1             | 22            | Kobe Pauwels            | Audi A1       | Volland Racing KFT      | 1º              | –                 | –                 | 1º                | –             | 1º            | 1º            | 20            |
| 2             | 12            | Jens Hvaal              | Škoda Fabia   | Jens Hvaal              | 2º              | –                 | 1º                | –                 | 1º            | –             | 2º            | 16            |
| 3             | 6             | Damian Litwinowicz      | Audi A1       | Damian Litwinowicz      | 5º              | –                 | 2º                | –                 | –             | 3º            | 3º            | 13            |
| 4             | 33            | Martin Kjær             | Ford Fiesta   | Martin Kjær             | 7º              | 1º                | –                 | –                 | 2º            | –             | 4º            | 12            |
| 5             | 11            | Jan Černý               | Škoda Citigo  | PAJR s.r.o              | 1º              | 2º                | –                 | –                 | –             | 2º            | 5º            | 11            |
| 6             | 88            | Nuno Araújo             | Audi A1       | Volland Racing KFT      | 6º              | –                 | –                 | 2º                | 3º            | –             | nq            | 10            |
| 7             | 30            | Nils Volland            | Audi A1       | Volland Racing KFT      | 8º              | –                 | 3º                | –                 | 4º            | –             | nq            | 9             |
| 8             | 13            | Per Magne Egebø-Svardal | Audi A1       | Per Magne Egebø-Svardal | 9º              | –                 | –                 | 3º                | –             | 4º            | nq            | 8             |
| 9             | 2             | Rytis Rutkauskas        | Audi A1       | Volland Racing KFT      | 10º             | 3º                | –                 | –                 | 5º            | –             | nq            | 7             |
| 10            | 8             | Espen Isaksætre         | Peugeot 208   | Espen Isaksætre         | 12º             | –                 | –                 | 4º                | –             | 5º            | nq            | 6             |
| 11            | 99            | João Ribeiro            | Audi A1       | João Ribeiro            | 4º              | 4º                | –                 | –                 | nq            | nq            | nq            | 5             |
| 12            | 86            | Lukas Ney               | Škoda Fabia   | ADAC Weser-EMS E.V.     | 11º             | –                 | 4º                | –                 | nq            | nq            | nq            | 4             |

Legenda:
Pos. = Posizione; Nº = Numero di gara; PR = Posizione nella Progression Race; SF = Posizione nella semifinale; nq = non qualificato.

### Finale
| Categoria RX3 | Categoria RX3 | Categoria RX3      | Categoria RX3 | Categoria RX3      | Categoria RX3 | Categoria RX3 | Categoria RX3 | Categoria RX3 |
| Pos.          | Nº            | Pilota             | Auto          | Squadra            | Giri/Joker    | Tempo         | Distacco      |               |
| ------------- | ------------- | ------------------ | ------------- | ------------------ | ------------- | ------------- | ------------- | ------------- |
| 1             | 22            | Kobe Pauwels       | Audi A1       | Volland Racing KFT | 5/1           | 3'05"268      | –             |               |
| 2             | 12            | Jens Hvaal         | Škoda Fabia   | Jens Hvaal         | 5/1           | 3'07"043      | +1"775        |               |
| 3             | 6             | Damian Litwinowicz | Audi A1       | Damian Litwinowicz | 5/1           | 3'07"662      | +2"394        |               |
| 4             | 33            | Martin Kjær        | Ford Fiesta   | Martin Kjær        | 5/1           | 3'08"124      | +2"856        |               |
| 5             | 11            | Jan Černý          | Škoda Citigo  | PAJR s.r.o         | 3/1           | 2'00"896      | +2 giri       |               |

- Miglior tempo di reazione: 0"110 ( Martin Kjær);
- Giro più veloce: 34"685 ( Kobe Pauwels);
- Miglior giro Joker: 40"799 ( Jens Hvaal).

Legenda:
Pos. = Posizione; Nº = Numero di gara.

## Classifiche di campionato
World RX - RX1e piloti
(dopo gara 2)
| Pos. | Pos. | Pilota               | Punti |
| ---- | ---- | -------------------- | ----- |
| 1    |      | Johan Kristoffersson | 182   |
| 2    |      | Timmy Hansen         | 136   |
| 3    |      | Niclas Grönholm      | 130   |
| 4    | 1    | Ole Christian Veiby  | 124   |
| 5    | 1    | Kevin Hansen         | 123   |
| 6    |      | Gustav Bergström     | 107   |
| 7    |      | Klara Andersson      | 102   |
| 8    |      | René Münnich         | 78    |
| 9    | N    | Anton Marklund       | 8     |
| 10   | N    | Guerlain Chicherit   | 7     |

World RX - RX1e squadre
(dopo gara 2)
| Pos. | Pos. | Pilota                             | Punti |
| ---- | ---- | ---------------------------------- | ----- |
| 1    |      | Kristoffersson Motorsport          | 306   |
| 2    |      | Hansen World RX Team               | 259   |
| 3    |      | Construction Equipment Dealer Team | 232   |

Euro RX - RX3 piloti
| Pos. | Pos. | Pilota                  | Punti |
| ---- | ---- | ----------------------- | ----- |
| 1    |      | Kobe Pauwels            | 96    |
| 2    |      | Damian Litwinowicz      | 65    |
| 3    | 1    | Jan Černý               | 53    |
| 4    | 1    | João Ribeiro            | 52    |
| 5    |      | Nuno Araújo             | 44    |
| 6    |      | Nils Volland            | 41    |
| 7    |      | Dominik Senegacnik      | 30    |
| 8    |      | Marius Solberg Hansen   | 29    |
| 9    | 1    | Espen Isaksætre         | 27    |
| 10   | 1    | Jiri Šusta              | 23    |
| 11   | N    | Jens Hvaal              | 16    |
| 12   | 11   | Martin Kjær             | 15    |
| 13   | 5    | Per Magne Egebø-Svardal | 13    |
| 14   | 3    | Janno Ligur             | 12    |
| 15   | 3    | Zsolt Szíjj Jolly       | 10    |
| 16   | 3    | Jorge Machado           | 9     |
| 17   | 3    | Joaquim Machado         | 8     |
| 18   | 3    | Nick Snoeys             | 7     |
| 19   | N    | Rytis Rutkauskas        | 7     |
| 20   | 4    | Antonio Sousa           | 6     |
| 21   | 4    | Róbert Répási           | 6     |
| 22   | 4    | Sergio Dias             | 5     |
| 23   | 3    | András Ferjáncz         | 6     |
| 24   | 3    | Rogerio Sousa           | 4     |
| 25   | N    | Lukas Ney               | 4     |
| 26   | 4    | Tiago Ferreira          | 3     |
| 27   | 3    | Leonel Sampaio          | 2     |
| 28   | 3    | Anders Hansen           | 1     |
| 29   | 3    | Guttorm Lindefjell      | 0     |

Legenda:

Pos.= Posizione;  N = In classifica per la prima volta.